# 유라비아

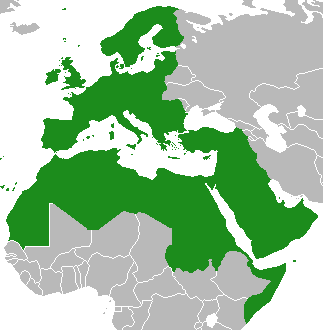
유라비아

유라비아(영어: Eurabia)는 유럽이 이슬람화되는 현상을 말한다.
유라비아는 유럽과 아라비아의 합성어인 정치적 신조어로, 프랑스와 아랍 세력이 이끄는 세계주의자들이 유럽을 이슬람화하고 아랍화하여 기존의 세력을 약화시키는 극우 반이슬람 음모론을 설명하는 데 사용된다. 미국 및 이스라엘과의 이전 동맹을 훼손하고 있다.
이 용어는 1970년대 뉴스레터의 제목으로 처음 사용되었으며 개념 자체는 2000년대 초 Bat Ye'or(Gisèle Littman의 필명)에 의해 개발되었으며 2005년 그녀의 저서 Eurabia: The Euro에 설명되어 있다. 랭커스터 대학의 보안 위협에 대한 연구 및 증거 센터의 벤자민 리는 자신의 작업을 유럽이 이슬람에 항복했으며 유럽이 자신의 것을 부인하도록 강요받는 복종 상태(디미튜드라고 함)에 있다고 주장하는 것으로 설명한다. 무슬림의 만행 앞에서 묵묵히 방관하고, 무슬림 이민을 받아들이고, 다양한 형태의 경제적 지원을 통해 경의를 표한다. 이론에 따르면 책임은 공산주의자, 파시스트, 미디어, 대학, 모스크 및 이슬람 문화 센터, 유럽 관료, 유로-아랍 대화를 포함한 다양한 그룹에 있다.
이 용어는 대중의 관심을 끌었으며 우익 활동가, 자칭 "보수주의자", 반지하드 및 기타 반이슬람 운동가를 포함하여 광범위한 정치적 스펙트럼의 활동가들에 의해 사용 및 논의되었다. Bat Ye'or의 "어머니 음모 이론"은 다른 하위 이론의 기초로 사용되었다. 내러티브는 반 이슬람 정서를 표현한 사람들 사이에서 중요해졌으며 유럽의 이슬람화 중지와 같은 운동의 구성원과 지지자들도 사용했다. 9월 11일 공격과 2011년 노르웨이 공격자 Anders Behring Breivik의 용어 사용 이후 새로운 관심을 받았다. Ye'or의 논문은 Breivik의 범죄 이후 학자들의 비판을 받았다. 이 음모는 시온 장로들의 반유대주의 의정서와 유사한 것으로 묘사되었다.
유라비아는 또한 미국 문화에 강한 영향을 미친 고전적인 반유럽주의를 믿는 사람들과 때때로 유럽이 쇠퇴하거나 떠오르는 경쟁 세력으로 보는 미국 예외주의의 개념을 믿는 사람들에 의해 논의되었다.